# Hip-hop suédois

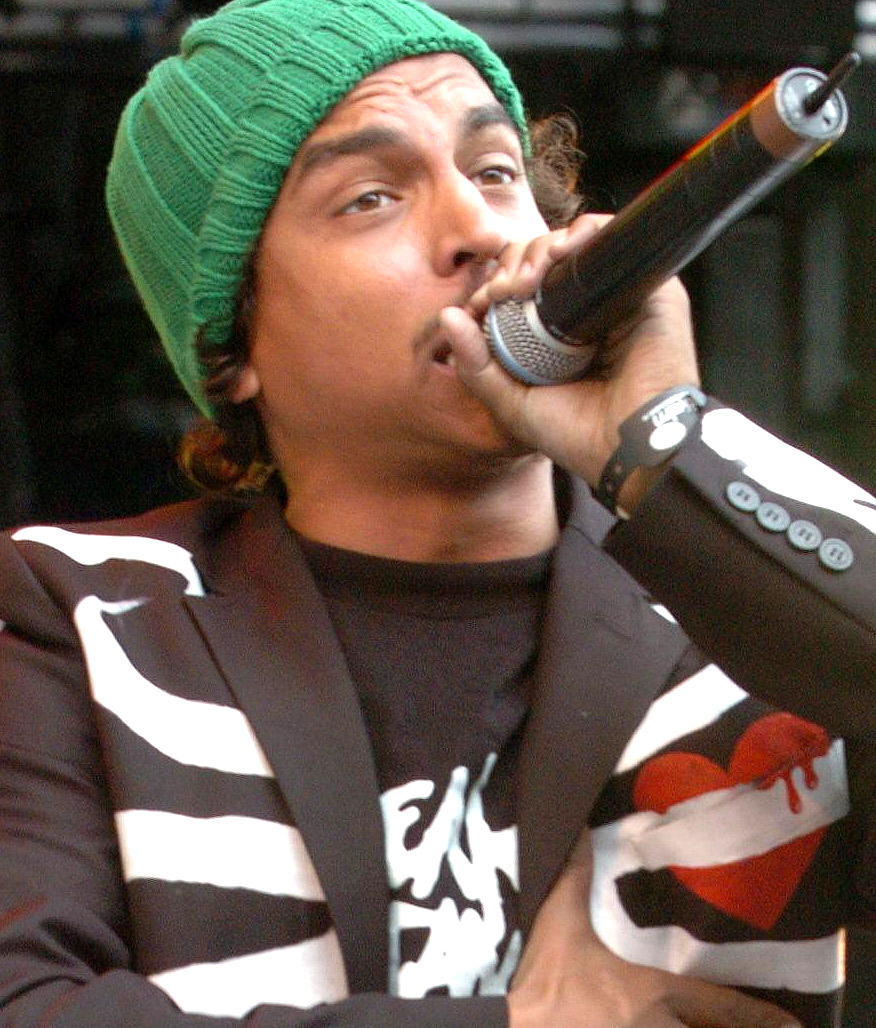
Timbuktu, un chanteur de hip-hop suédois

Le hip-hop suédois, ou rap suédois, désigner la culture hip-hop ayant émergé au début des années 1980 dans les villes de Stockholm et Malmö. Au début, les rappeurs suédois faisaient usage de l'anglais. Des groupes comme Funkalics et The Latin Kings permettront de populariser le hip-hop en suédois.

## Histoire
Le percussionniste Per Cussion, avec notamment Grandmaster Funk, est souvent cité pour avoir importé le hip-hop en Suède. En 1984, ils publient les chansons Don't Stop, Snow Blind et Payin´ the Price. La breakdance émerge un an plus tôt et se popularise rapidement avec Robot Lasse, Mark, Spirio et Perkeles. En été 1984, à la suite d'un grand concours de danse, Double M Crew, Abdula & The Rockers, Rock Ski, Almighty T et MC II Fresh se mettent ensemble pour former le collectif Ice Cold Rockers, un crew qui se compose de rappeurs,scratcheurs, danseurs et graffeurs.
La Suède, sans parler de la ville de Stockholm, se familiarise avec le hip-hop grâce au film Stockholmsnatt, avec les IC Rockers. Karl Dyall (Pop-C) et Quincy Jones III (Snoopy) participent à la bande son et leur single Next Time devient un succès en 1986. De nouveaux artistes émergent comme Rob'n'Raz et l'album Competition Is None.